# Găskovo, Kărdjali
Găskovo (în bulgară Гъсково) este un sat în comuna Kărdjali, regiunea Kărdjali,  Bulgaria. 

## Demografie
Componența etnică a satului Găskovo
     Turci (97,05%)
     Nicio identificare (2,94%)
     Altele (0%)
La recensământul din 2011, populația satului Găskovo era de 102 locuitori. Din punct de vedere etnic, majoritatea locuitorilor (97,05%) erau turci. Pentru 2,94% din locuitori nu este cunoscută apartenența etnică.